# Кроуэлл, Родни
Родни Кроуэлл (англ. Rodney Crowell, род. 7 августа 1950, Хьюстон, Техас, США) — американский певец, автор-исполнитель, гитарист и продюсер, работающий в направлениях кантри и американа. В начале карьеры был известен прежде всего как гитарист Эммилу Харрис и автор песен, но позднее получил широкий успех как сольный артист.
Его композиции возглавляли чарты в исполнении таких музыкантов как Уэйлон Дженнингс, The Oak Ridge Boys, Боб Сигер, Кристал Гейл, Nitty Gritty Dirt Band, Highway 101. Песни Кроуэлла записывали также Эммилу Харрис, Джонни Кэш, Вилли Нельсон, Джордж Стрейт, Джон Денвер, Тим Макгро, Кит Урбан, Этта Джеймс, Ван Моррисон и другие.
Лауреат премии «Грэмми» в категориях «Лучшая кантри-песня» (1990) и «Лучший американа-альбом» (2015), Обладатель награды ASCAP Founders Award (2017) и нескольких призов Americana Music Honors & Awards, в том числе «За жизненные достижения в сочинении песен» (2006), «Альбом года» (2013), «Песня года» (2004; 2017).

## Биография
Родился в Хьюстоне, штат Техас, в семье кантри-музыканта. С 11 лет играл на ударных в группе своего отца, а в 16 начал выступать самостоятельно. В 1972 году переехал в Нэшвилл, где подружился с Таунсом Ван Зандтом и Гаем Кларком и начал набираться опыта в сочинении песен. Выступая в клубах, привлёк внимание Джерри Рида, который исполнил его композицию «You Can’t Keep Me Here in Tennessee» на своём альбомe Lord, Mr. Ford (1973).
В 1974 году демозапись с его творчеством попала к канадскому продюсеру Брайну Ахерну, который в свою очередь продемонстрировал её Эммилу Харрис. Впечатлённая талантом Кроуэлла, певица стала активно записывать его композиции и в итоге он получил публичную известность как автор песен. Кроме того, Харрис наняла его в качестве ритм-гитариста и бэк-вокалиста в свою группу The Hot Band. В 1977 году Кроуэлл покинул этот коллектив, чтобы начать сольную карьеру, и выпустил свой дебютный альбом Ain’t Living Long Like This (1978).
Несмотря на скромные продажи, данная работа подняла репутацию Кроуэлла как талантливого сочинителя. Несколько песен с этого альбома, а также двух последующих стали хитами в исполнении других артистов: «I Ain’t Living Long Like This» (Уэйлон Дженнингс), «Voila, An American Dream» (Nitty Gritty Dirt Band), «Leaving Louisiana in the Broad Daylight» (The Oak Ridge Boys), «Shame on the Moon» (Боб Сигер), «'Til I Gain Control Again» (Кристал Гейл).
Также Кроуэлл создал собственную аккомпанирующую группу The Cherry Bombs, в которую привлёк именитых музыкантов, игравших прежде в TCB Band Элвиса Пресли и The Hot Band Харрис. За время существования команды в ней работали Винс Гилл, Тони Браун, Альберт Ли, Эмори Горди, Ричард Беннетт, Лэрри Лондайн и Хэнк Девито. Однако альбомы Кроуэлла не имели большого коммерческого успеха и ансамбль распался к середине 1980-х годов. С 1979 по 1992 год артист был женат на Розанне Кэш и в этот период продюсировал большинство её релизов.
Коммерческим прорывом в его карьере стал альбом Diamonds & Dirt (1988), записанный под руководством Брауна. Эта работа вошла в историю музыки кантри как первая пластинка, из которой сразу пять треков возглавляли чарт Hot Country Songs журнала Billboard. Хотя это масштабное достижение Кроуэлл больше не повторил, в 1990-е годы и далее он продолжил выпускать успешные альбомы. По-прежнему оставался востребован в кантри-индустрии как автор песен, а также продюсировал проекты Гая Кларка, Джима Лодердейла, Лари Уайт. Начиная с диска The Houston Kid (2001) его работы преимущественно автобиографичны.
В 2002 году Кроуэлл вместе с Гиллом, Беннеттом, Девито, Браун и тремя новыми участниками возродил свою знаменитую гастрольную группу 1980-х годов, но под слегка изменённым названием — The Notorious Cherry Bombs. Результатом стал одноимённый альбом 2004 года. В 2012 году артист выпустил совместный проект с популярной поэтессой Мэри Карр. Годом позже он вновь объединился с Харрис и бывшими коллегами по её коллективу The Hot Band, записав альбом Old Yellow Moon. В 2015 году они с певицей представили ещё одну работу — The Traveling Kind.
Его диск Close Ties, вышедший в 2017 году, содержит цикл воспоминаний Кроуэлла (нередко самокритических и самоиронических) о своей молодости и ранних этапах карьеры. В сентябре того же года музыканту пришлось остановить турне в поддержку этого альбома из-за проблем с сердцем. У него было диагностировано расстройство вегетативной нервной системы, в связи с чем он на несколько месяцев прекратил концертную деятельность.
В июле 2018 года Кроуэлл выпустил альбом Acoustic Classics, содержащий акустические версии его собственных песен разных лет, в том числе переписанный вариант хита 1980-х годов «Shame on the Moon», изначальным текстом которого он был недоволен все это время. В ноябре 2018 года также вышел рождественский альбом Christmas Everywhere с оригинальным материалом самого Кроуэлла и записанный при участии Гилла, Леры Линн, Бреннен Ли и Карр. На следующий год Кроуэлл представил диск Texas — трибьют его родному «Штату одинокой звезды», записанный при участии таких гостей как Лайл Ловетт Вилли Нельсон, Билли Гиббонс, Ринго Старр и других.

## Награды и номинации
Кроуэлл является лауреатом премий «Грэмми», Americana Music Honors & Awards, ACM Awards, IBMA Awards, ASCAP Country Awards, BMI Country Awards, Cash Box Awards и ряда других, а также посвящён в Зал славы авторов песен Нэшвилла и Зал славы авторов песен Техаса.

## Личная жизнь
В середине 1970-х годов женился в первый раз — на своей подруге по имени Марта. В 1976 году у них родилась дочь Ханна, которую Кроуэлл после развода воспитывал самостоятельно. С 1979 по 1992 год состоял в браке с кантри-певицей Розанной Кэш (дочерью Джонни Кэша). С ней он тесно сотрудничал и в профессиональном плане — продюсировал её релизы, исполнял дуэты, сочинял песни. Его альбом Life Is Messy (1992) во многом посвящен кризису их отношений и стал своеобразным ответом на аналогичный по тематике диск Кэш Interiors (1990). Несмотря на развод, они продолжают иногда работать вместе. У них трое дочерей: Кэйтлин (род. 1980), Челси (род. 1982, певица) и Кэрри (род. 1988). Также у Кроуэлла две внучки. С 1998 года он женат на кантри-певице Клаудии Чёрч. Живёт в Нэшвилле. В 2011 году музыкант выпустил книгу мемуаров о своём детстве под названием Chinaberry Sidewalks.

## Дискография
| Студийные альбомы - Ain’t Living Long Like This (1978) - But What Will the Neighbors Think (1980) - Rodney Crowell (1981) - Street Language (1986) - Diamonds & Dirt (1988) - Keys to the Highway (1989) - Life Is Messy (1992) - Let the Picture Paint Itself (1994) - Jewel of the South (1995) - The Houston Kid (2001) - Fate’s Right Hand (2003) - The Outsider (2005) - Sex and Gasoline (2008) - Tarpaper Sky (2014) - Close Ties (2017) - Acoustic Classics (2018) - Christmas Everywhere (2018) - Texas (2019) - Triage (2021) - The Chicago Sessions (2023) | Совместные альбомы - The Cicadas (в составе одноимённой группы, 1997) - The Notorious Cherry Bombs (в составе одноимённой группы, 2004) - Kin: Songs by Mary Karr & Rodney Crowell (с Мэри Карр, 2012) - Old Yellow Moon (с Эммилу Харрис, 2013) - The Traveling Kind (с Эммилу Харрис, 2015) Сборники - Best of Rodney Crowell (1989) - The Rodney Crowell Collection (1989) - Greatest Hits (1993) - Soul Searchin' (1995) - Super Hits (1995) - Country Classics (2003) - The Essential Rodney Crowell (2004) - Platinum Collection (2006) - Playlist: The Very Best of Rodney Crowell (2012) |